# Presse écrite au Sénégal
 (juillet 2025).

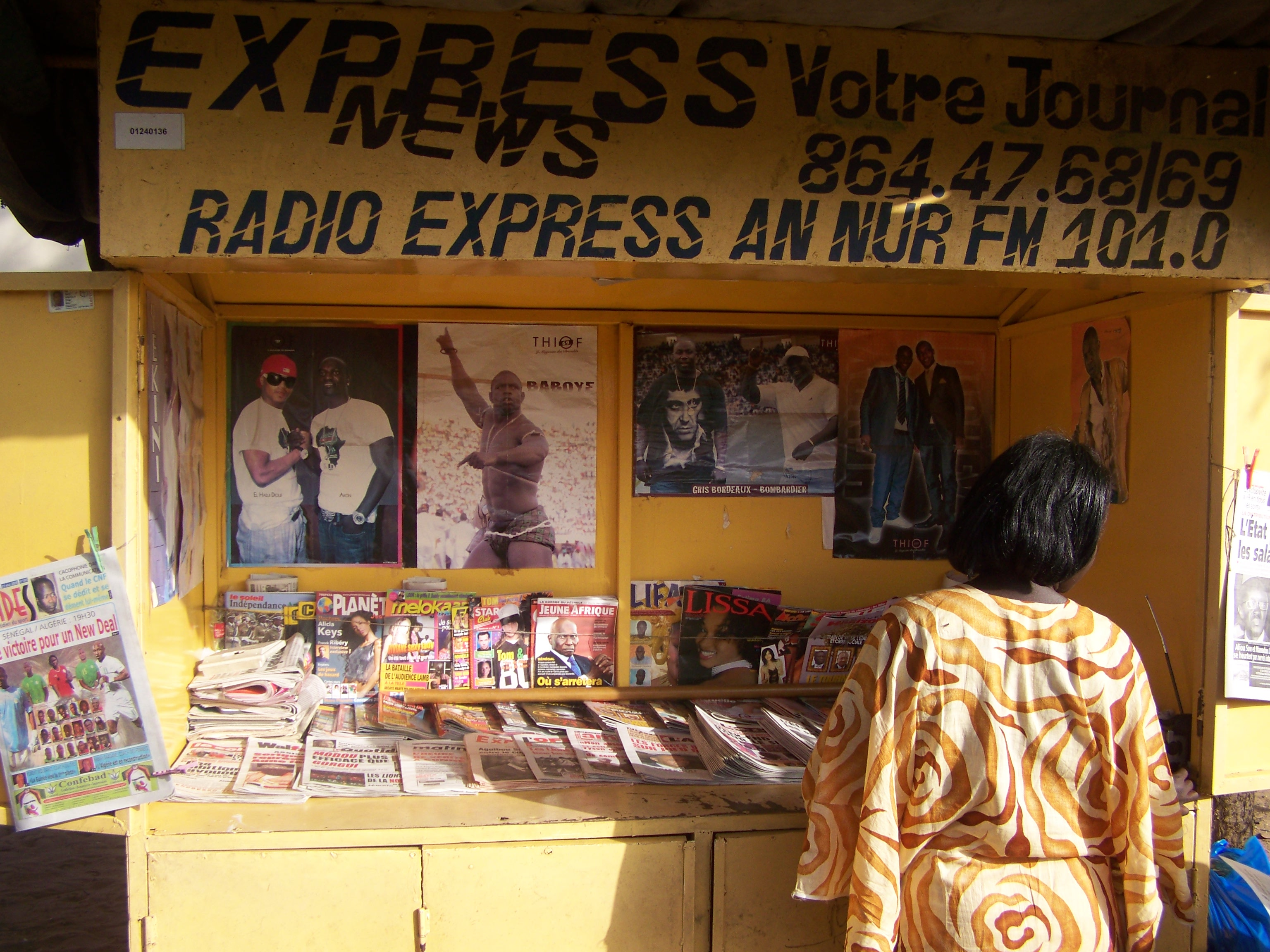
Kiosque à journaux à Dakar

La presse écrite existe au Sénégal depuis le milieu du XIXe siècle et a connu depuis un développement constant, possédant aujourd'hui de nombreux quotidiens et hebdomadaires.
La liberté de la presse écrite est garantie par la Constitution, sous le contrôle du Conseil national de régulation de l'audiovisuel (CNRA).
L'Agence de presse sénégalaise (APS), un organisme autonome créé en 1959, a le monopole de la diffusion des informations distribuées au Sénégal par les agences de presse mondiales[réf. nécessaire]. 

## Histoire
La presse voit le jour en Afrique dès le début du XIXe siècle, souvent diffusée par les missions protestantes.
En 1856, au Sénégal, Faidherbe lance le Moniteur du Sénégal et dépendances, édité à Saint-Louis.  Un regard différent ou critique n'est pas envisageable alors. Le Moniteur est suivi par Le Réveil du Sénégal en 1885 et Le Petit Sénégalais en 1886, plus politisés, mais éphémères. La loi française du 29 juillet 1881 sur la liberté de la presse s'applique alors au Sénégal
Après la Première Guerre mondiale, les Européens installés à Dakar apprécient leur propre journal créé en 1933, Paris-Dakar, auquel succède après l'indépendance Dakar-Matin, plus orienté vers les réalités sénégalaises. Ce quotidien est supprimé en 1970, remplacé à son tour par Le Soleil, un titre qui paraît toujours.
Cependant, entre les deux guerres, les Sénégalais disposent aussi de leurs propres périodiques, notamment syndicaux. La Voix des travailleurs sénégalais, fondée en 1938, est l'un d'entre eux.
Dans les années 1950, les idées panafricaines commencent à se diffuser à travers Présence africaine, une revue créée en 1947 par Alioune Diop.
Une étude sociologique de la diffusion et de l'influence de  la presse écrite à Dakar dans les années 1966-1967 a été menée avec la collaboration de l'université de Dakar par Jacques Bouzerand, dont elle a constitué le sujet de thèse de 3e cycle de sociologie qui a été soutenue devant les professeurs Pierre Fougeyrollas et Louis-Vincent Thomas.
Jusque dans les années 1980, les journaux restent très liés à un parti politique.  
Le foisonnement de titres rend la concurrence forte. Au début des années 2000, Youssou N'Dour lancera l'idée du « journal à 100 balles »  (100 francs CFA), d'abord avec le Populaire, premier journal dans lequel il a investi puis dans L'Observateur qu'il a lancé en 2003 alors que le prix moyen des autres titres est de 200 francs CFA.
Comme ailleurs dans le monde, les journaux sénégalais doivent désormais faire face à la concurrence des sites Internet d'information comme Rewmi, Nettali, Seneweb, SenJournaux ou Senactu.

## Liberté de la presse
Chaque année, Reporters sans frontières publie son classement de la liberté de la presse dans le monde, établi d'après une série de critères (journalistes assassinés, emprisonnés ou agressés, nature du cadre législatif dans le domaine des médias...).
Depuis sept ans le Sénégal a occupé successivement les places suivantes : 
- 2002 : 47e
- 2003 : 66e
- 2004 : 80e
- 2005 : 78e
- 2006 : 77e
- 2007 : 83e
- 2008 : 86e
- 2009 : 89e

En 2008, RSF manifeste son inquiétude à plusieurs reprises, car la tension monte entre le pouvoir et la presse. Après l'agression de deux journalistes par des policiers à l'issue d'un match de football Sénégal-Libéria le 21 juin, un Comité pour la défense et la protection des journalistes (CDPJ) est créé le 25 juin 2008. À l'initiative du CDPJ, une première manifestation a lieu le 28 juin, suivi d'une deuxième marche pacifique le 23 août 2008 à Dakar, après le saccage des locaux de deux organes de presse, les quotidiens L'As et 24 Heures Chrono le 16 août 2008. Les journalistes réclament des sanctions à l'égard des coupables et demandent la protection des pouvoirs publics dans l'exercice de leurs fonctions, ainsi que « l'arrêt de la campagne de diabolisation, d'intimidation et de destruction de biens menée contre la presse ».
Il n'est donc pas surprenant que le Sénégal ait encore perdu du terrain au classement de 2008. Il se situe désormais en 86e position. À titre de comparaison, la France, également en baisse, occupe la 35e place, précédée par le Ghana et le Mali, ex æquo à la 31e place. La 173e et dernière place revient à l'Érythrée.
Classé 89e, le Sénégal recule encore en 2009 et des « problèmes sensibles » y sont constatés.
Juste avant l'élection présidentielle de 2012, RSF a interpellé les candidats : 
« Au regard du pluralisme dans le paysage médiatique et de la grande liberté de ton dont bénéficient les journalistes, Reporters sans frontières ne conteste pas que la liberté d’information existe au Sénégal. Celle-ci est cependant malmenée parfois par des saccages et brouillages d’organes de presse, des poursuites judiciaires abusives contre des professionnels des médias, et des emprisonnements de journalistes (Madiambal Diagne ou El Malick Seck par exemple). Tous ces incidents ont terni l’image de votre pays. »
Et a demandé à chacun de signer un engagement pour : 
- « défendre et promouvoir la liberté d’information, l’indépendance des médias et la sécurité des journalistes ;
- user de tout leur poids pour convaincre les députés sénégalais d’adopter le nouveau Code de la presse qui leur a été soumis ;
- soutenir la dépénalisation des délits de presse que prévoit ce Code, pour qu’en cas de délits commis dans l’exercice de leur profession les journalistes soient frappés de sanctions plus justes et plus adaptées que des peines de prison. »

## Principaux titres
Outre le nombre important de titres, une des particularités de la presse sénégalaise est la présence de journaux satiriques, tels que Le Cafard libéré ou Le Politicien.

### Quotidiens
Les principaux titres sont Le Soleil, très solidaire de l'action gouvernementale, Sud Quotidien et Wal Fadjri, plus indépendants, Le Quotidien, neutre, Le Matin ou L'Observateur (propriété du groupe Futurs Médias du chanteur Youssou N'Dour qui était un opposant à Wade et est aujourd'hui ministre sous la présidence Sally).  
Par ordre alphabétique, on peut y ajouter des titres tels que 24 Heures Chrono, L’Actuel, L'As, Le Courrier, L’Evénement du jour, Frasques Quotidiennes,  L’Info 7, Le Messager, Pic, Le Point, La Pointe, Le Populaire (Pop), Le Journal, KOTCH, Scoop, Stades (quotidien sportif), Taxi, Thiof, Le Volcan.

### Hebdomadaires
Le Cafard libéré, Le Témoin, Nouvel Horizon, Le Journal de l'économie, Eco Hebdo, La Vérité, La Source, Le Courrier du Sud, Le Politicien (journal satirique), Nuit et Jour, Sud Hebdo, Sunu Lamb (spécialisé dans la lutte sénégalaise), Terminal et Vive La République.

### Mensuels et bimensuels
Parmi les nombreux périodiques on peut citer :
Afrique Tribune, Allahou Akbar (ne paraît plus), Andë Sopi (ne paraît plus), Démocratie, Gresen (mensuel d'information du groupe d'étude et de recherche pour un Sénégal nouveau, ne paraît plus), Le Jour, Nord Ouest (régional), Promotion (bimensuel d'information socio-économique), Sopi (Parti démocratique), Taxaw (ne paraît plus), Le Tournant, L’Unité (Parti socialiste).
Il faut ajouter à ces titres ceux de la presse sportive, les magazines féminins et de détente, qui sont de plus en plus populaires, ainsi que les publications destinées à la jeunesse (Planète Enfants, Planète Jeunes).
Ainsi que des journaux plus partisans : Action islamique (organe de l'Action de solidarité islamique), Carrefour républicain, Combat pour le socialisme (organe central des comités d'entreprise du PS du Sénégal), Daan Doole (organe du Parti de l'indépendance et du travail), Faggaru (organe de la Ligue démocratique/Mouvement pour le parti du travail), Jaay Doole Bi (Le prolétaire, ne paraît plus), Le Devoir (journal d'informations générales), Le Rénovateur (organe du Parti démocratique du Sénégal/rénovation), Le Soutien (organe d'information du Comité de soutien à l'action du président Abdou Diouf, COSAPAD), Le Sursaut (organe du Mouvement national des jeunesses socialistes), Le Témoin, L'Unité pour le socialisme (organe central du Parti socialiste), Takusaan (ne paraît plus), Tout au plus (le magazine du développement), Vérité (organe politique de formation et d'information), Xarebi (la lutte, organe central de And Jëf/MRDN)

### Autres titres
- Journal officiel de la République du Sénégal, publication officielle qui diffuse les lois, décrets et informations juridiques ou nominations officielles, hebdomadaire.
- Éthiopiques, « Revue négro-africaine de littérature et de philosophie », fondée par Senghor en 1975, semestrielle